# 河原万吉
河原 万吉（かわはら まんきち、1896年 - 1981年）は、日本の翻訳家、書誌学者、評論家。

## 略歴
福島県耶麻郡喜多方町（現喜多方市）に五十嵐六七八の次男として生まれる。会津中学校中退。1918年より二年間軍役に服したのち、栃木県の河原仁三郎の養子となる。
1923年上京し、新光社を経て万有文庫刊行会に勤め、翻訳を手がける。その一方、江戸時代の書誌研究・出版を行う。
1930年東洋思想学者宇多尚に師事し、日華文化交渉史、日本精神史の研究を行う。
1938年4月陸軍省嘱託として北京師範大学助教授、7月教授となるが病気のため10月辞職、帰国後は著述に専念し、戦後はオリオン社の通信添削国語科担当。

## 著書
- 『猥談奇考 とほす』（潮文閣） 1928.5
- 『日本十日物語 天ノ卷』（潮文閣） 1928.6
- 『古書通』（四六書院、通叢書） 1930
- 『古今いかもの通』（四六書院、通叢書） 1930
- 『珍本物語』（汎人社） 1931
- 『日本艶本解題 古書解題之内』（古書解題発行所） 1931
- 『珍籍燭談』（古書研究会） 1933.6
- 『古書叢話』（啓文社） 1936
- 『稀籍考』（竹酔書房、考文庫 第1輯） 1936
- 『趣味の古書通話』（啓文社） 1937
- 『五大革新史論』（霞ケ関書房） 1941
- 『日本の夜明け』（霞ケ関書房） 1942
- 『国家興亡の法則』（新興亜社） 1943
- 『吉野の皇子』（日本出版社） 1943
- 『國旗と萬歳 起原と發達』（清水書房） 1943.11
- 『国学の三傑』（潮文閣） 1944
- 『那南の星 - 烏山高校の創設者・川俣英夫』（栃木県連合教育会、下野人物風土記第3集） 1970
- 『稀本・艶本・珍本解題』第1-4巻（ゆまに書房、書誌書目シリーズ)  2008.4

### 編纂
- 『日本情痴集 室町鎌倉篇』（万里閣書房） 1927
- 『つゞれの錦』（渡辺崋山、南郭社、箕居叢誌） 1927

## 翻訳
- 『神曲 詩集・新生』（ダンテ、万有文庫） 1926 - 1927
- 『社会契約論』（ルソウ、万有文庫） 1927
- 『青い鳥 / ペレアスとメリサンド』（メーテルリンク、万有文庫） 1927
- 『戦争と平和』上巻（トルストイ、潮文閣、万有文庫) 1927
- 『デカメロン / フィアンメッタ』（ボツカチオ、潮文閣、万有文庫） 1927
- 『人口論』（マルサス、万有文庫） 1927
- 『意志と現識としての世界』（ショーペンハワー、潮文閣、万有文庫） 1927
- 『シェークスピア物語』（チャールズ・ラム、万有文庫） 1927
- 『春のめざめ・地霊 / 負けた人』（フランク・ヴエデキント / シユミツト・ボン、潮文閣、万有文庫） 1927
- 『ボヴァリイ夫人』（フローベル、万有文庫刊行会） 1927
- 『イリアード』（ホオマア、万有文庫） 1927
- 『女の一生』（モウパツサン、万有文庫） 1927
- 『居酒屋』（エミール・ゾラ、潮文閣、万有文庫） 1927
- 『相互扶助論』（クロポトキン、潮文閣、万有文庫） 1927
- 『フランス革命史』（トマス・カアライル、潮文閣、万有文庫） 1927 - 1928
- 『天界と地獄』（スエデンボルグ、新生堂） 1930